# 人民路 (上海)
人民路，是上海市黄浦区中南部一条半月形道路，是上海老城厢边界的北半部，同时也是南市地区北部的一条道路。道路始建于1912年，初名民国路，1913年起名为法华民国路。1949年中华人民共和国成立后，上海市人民政府将其更名为人民路。

## 历史
辛亥革命以前，随着上海的市政发展，关于上海县城城墙的去留始终成为焦点。1912年1月13日，沪军都督府同意拆城筑路之议，并成立城壕事务所来负责此项议题的执行。当月19日，拆城筑路工程正式启动，同时为纪念中华民国的成立，拟定新筑道路的名字南段为中华路，北段为民国路。
1913年6月，城墙北段方才拆除完毕，同时完成筑路，全路由碎石铺设而成，宽约13米。并正式命名为民国路。但随之而来的是该路路权和警权归属的问题，由于先前法租界与华界以城墙和护城河为界，因此拆城填浜筑路难免将与法租界当局发生纠纷。最终经过协商，民国路以路中心为界，路北归法租界所有，而路南则归华界所有。由于路权分属华、法两方，因此该路亦被称之为“法华民国路”（法語：Boulevard des deux Republiques）。在此之前华商上海电车公司已经向上海地方政府申请到在中华路和民国路的电车行驶牌照，而随着民国路的路权分化，华商电车公司在此路段只能开辟单行线，给公共交通带来极大的不便。例如自老西门到小北门站仅一站路，但乘车须绕经中华路、民国路才能到达。1914年，为彻底解决这一问题，沪海道尹与法租界签订《关于法华民国路路权和警权的协定》，确定双方放弃各持一半路权的成见，双方均可在这一路段设置交通设施。此后，华商电车公司得以增设复线。
1927年至1928年间，全路南侧表面加注沥青层
。1943年，法租界被收回，法华民国路的称谓也随之淡出历史舞台。1951年，上海市人民政府决定将民国路更名为人民路，并沿用至今
。

## 沿街历史建筑

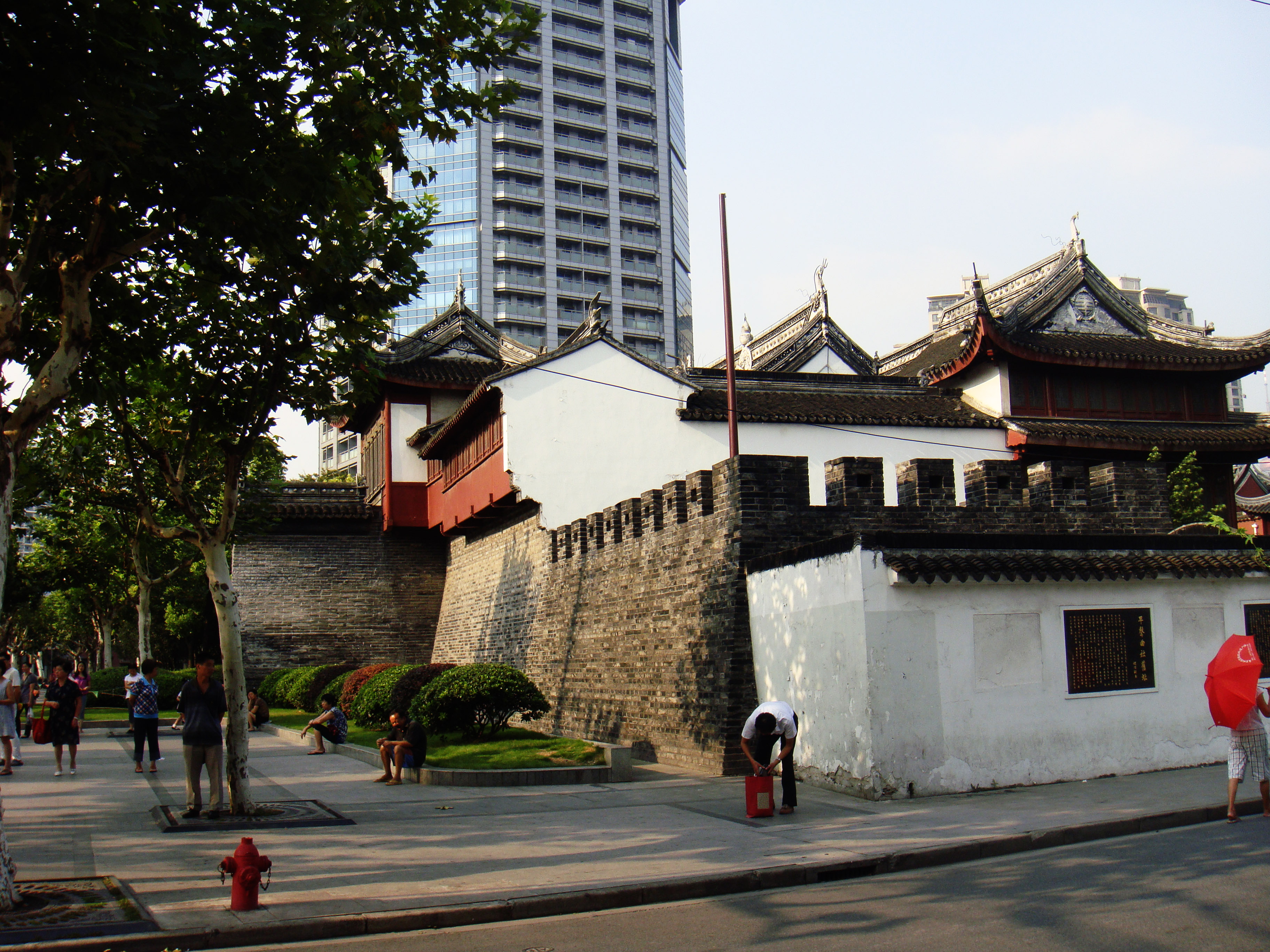
人民路旁的大境閣

- 大境道观：明万历年间，在城墙西北废箭台上建关帝庙。称大境道观。1984年被列为市级文物保护单位。[4]

## 交通

### 公交
- 11路、26路、64路、135路、736路、911路、方川专线等。

### 轨道交通
- 10号线豫园站：人民路河南南路。
- 14号线豫园站：人民路

### 交汇道路 (由东自西)

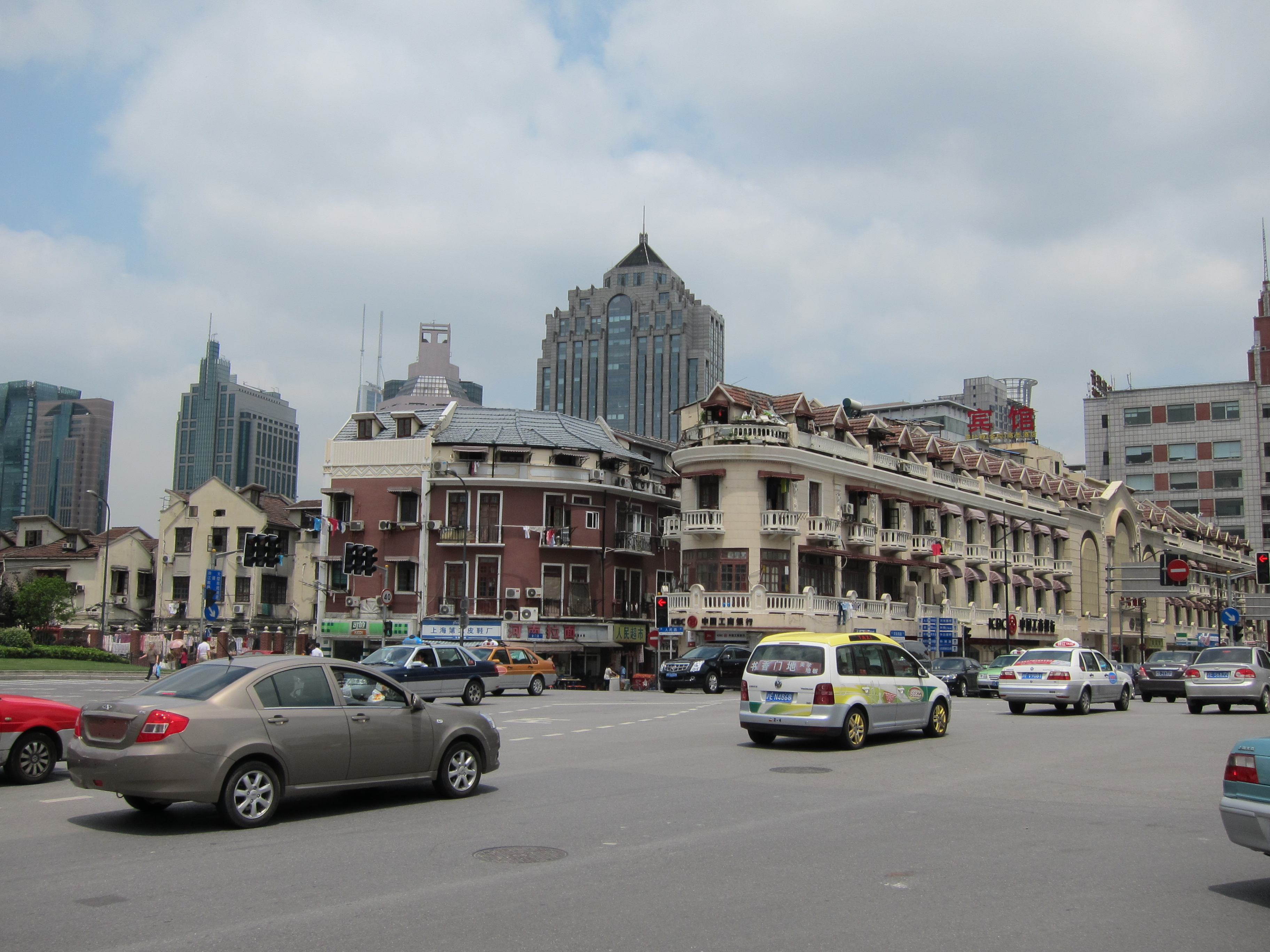
河南南路人民路路口

| 交汇道路名 | 朝向 | 通往         | 朝向 | 通往                           | 备考 |
| ---------- | ---- | ------------ | ---- | ------------------------------ | ---- |
| 方浜东路   | 东   |              |      |                                |      |
| 方浜中路   |      |              | 西   | 上海老街                       |      |
| 梧桐路     |      |              | 西   | 丹凤路                         |      |
| 龙潭路     | 东   | 中山东二路   |      |                                |      |
| 福佑路     |      |              | 西   | 豫园老街                       |      |
| 新开河南路 | 东   | 中山东二路   |      |                                |      |
| 新开河北路 | 东   | 中山东二路   |      |                                |      |
| 安仁街     | 南   | 豫园         |      |                                |      |
| 永安路     |      |              | 北   | 上海市金陵中学                 |      |
| 四川南路   |      |              | 北   | 洋泾浜圣若瑟堂                 |      |
| 丽水路     | 南   | 上海老饭店   |      |                                |      |
| 江西南路   | 北   |              |      |                                |      |
| 紫金路     |      |              | 北   | 上海自然博物馆（舊址）         |      |
| 河南南路   | 南   | 轨交豫园站   | 北   | 延安东路隧道                   |      |
| 山东南路   |      |              | 北   | 黄浦区人民政府                 |      |
| 旧仓街     | 南   |              |      |                                |      |
| 盛泽路     |      |              | 北   |                                |      |
| 福建南路   |      |              | 北   |                                |      |
| 露香园路   | 南   |              |      |                                |      |
| 浙江南路   |      |              | 北   |                                |      |
| 淮海东路   |      |              | 西   | 上海市光明中学、大上海时代广场 |      |
| 永寿路     |      |              | 北   |                                |      |
| 青莲街     | 南   |              |      |                                |      |
| 大境路     | 东   | 平声曲社旧址 |      |                                |      |
| 云南南路   |      |              | 北   |                                |      |
| 寿宁路     | 东   |              |      |                                |      |
| 万竹街     | 东   |              |      |                                |      |
| 会稽路     |      |              | 西   |                                |      |
| 同庆街     | 东   |              |      |                                |      |
| 方浜中路   | 东   |              |      |                                |      |
| 方浜西路   | 南   |              |      |                                |      |